# Китайски порцелан
Китайският порцелан формира едно от традиционните керамични изкуства, занаяти и производствени дейности, възникнали в Китай още в древността, чийто облик се определя от характерните за страната изобразителни изкуства. От китайски порцелан се изработват ритуални и битови съдове, сервизи за чай, прочутите китайски вази, свещници, малка пластика.

## История
Древна легенда твърди, че материалът за производството на прочутия китайски порцелан бил получен при опити за създаване на нов вид изкуство в древен Китай.
Съставките на сместа, от която се произвежда порцеланът, са: каолинова глина, фин фелдшпатов прах и кварцов прах, които се изпичат на висока температура. След случайното откритие китайците започнали да прилагат новооткритата смес в производство на съдове по най-различни начини.
Спорно е кога точно е изобретен днешният качествен китайски порцелан. Най-широко разпространено е твърдението, че най-голяма заслуга за качеството на порцелана има династията Сун (690 – 1279 сл.н.е.), а по време на следващите династии производството се доразвило, за да се постигне познатото днес качество на китайския порцелан.
По време на династията Юан (1271 – 1368 сл.н.е.) китайският порцелан се превърнал в определящ фактор за икономиката на страната. Пререканията между Монголия и Китай се отразили неблагоприятно върху порцелановото изкуство. Производството спряло, но било възстановено след възхода на династията Юуан. Били открити нови техники, които правели порцелана все по-качествен и все по-предпочитан и търсен в световен мащаб.
Притежаването на ценния китайски порцелан било привилегия на аристократите. По онова време цената на китайския порцелан надвишавала тази на златото, поради трудното транспортиране и търсене на порцелановите изделия от Китай, чийто начин на производство бил пазен в тайна. Малко от изпратените от Китай порцеланови изделия, успявали да стигнат невредими до местоназначението си.
През 19 век в Европа се появяват много колекционери на изделия, сервизи и фигурки от китайски порцелан. Въпреки че впоследствие европейците усвояват техниката на производство на порцелана, китайският порцелан се търсел не по-малко. За да запази производството и успеха си, Китай започнал да произвежда порцелан с европейски мотиви. Въпреки всичко Европа напреднала по-бързо в производството на изделията.
През 1945 година е основано Китайското керамично общество – академична корпоративна и социална организация, в която са ангажирани хора, извършващи изследвания в областта на порцелана и порцелановото изкуство.